# Orodes I
Orodes I – król Partów w latach 80-77 p.n.e.
Był najstarszym synem Gotarzesa I, lecz panował tylko trzy lata, ponieważ został zrzucony z tronu przez Sinatrucesa.